# Schwienau
Schwienau település Németországban, azon belül Alsó-Szászország tartományban. Lakosainak száma 680 fő (2023. december 31.).

## Népesség
A település népességének változása:
| Lakosok száma | 693  | 709  | 673  | 691  | 690  | 680  |
|               | 2016 | 2017 | 2019 | 2021 | 2022 | 2023 |